# Rafael Payare
Rafael Payare est un chef d'orchestre vénézuélien né à Puerto La Cruz le 23 février 1980.

## Biographie
Ses parents étaient Trina Torres de Payare, enseignante à l'école primaire El Paraíso de Puerto La Cruz, et Juan R. Payare, cartographe de la ville de Puerto La Cruz.
Rafael Payare a commencé ses études de musique à l'âge de 14 ans au Núcleo à Puerto La Cruz, apprenant le cor. Il est diplômé de l'Universidad Nacional Experimental de Las Artes. Lui et son frère Joel ont chacun rejoint El Sistema. Rafael est finalement devenu le cor principal de l'Orchestre symphonique Simón Bolívar.
En 2004, Payare a commencé à étudier avec José Antonio Abreu. Il gagne le premier prix au Concours Nicolai Malko pour jeunes chefs d'orchestre en mai 2012, et devient par la suite chef assistant de Claudio Abbado pendant le travail d'Abbado avec l'Orchestre symphonique Simón Bolívar, et de Daniel Barenboim au Staatsoper de Berlin.
En octobre 2013, Payare dirige pour la première fois l'Orchestre d'Ulster, et sur la base de cette apparition, l'Orchestre d'Ulster annonce la nomination de Payare comme leur 13e chef d'orchestre, effectif à compter de la saison 2014-2015. Cet événement marquait le premier poste orchestral de Payare. En octobre 2016, l'orchestre a annoncé la prolongation du contrat de Payare jusqu’à la saison 2018-2019, ainsi qu'un changement de son titre de chef d'orchestre à directeur musical. En février 2018, l'orchestre annonce la conclusion prévue de sa direction musicale à la fin de la saison 2018-2019, et il a depuis le titre de chef d'orchestre lauréat de l'orchestre.
Aux États-Unis, Payare travaille comme assistant de Lorin Maazel au festival de Castleton. Après la mort de Maazel en 2014, Payare devient le chef d'orchestre principal du festival en 2015. En janvier 2018, Payare dirige pour la première fois l'Orchestre symphonique de San Diego en tant qu'invité. Sur la base de ce concert, l'orchestre le nomme comme son prochain directeur musical, à compter du 1er juillet 2019 avec un contrat initial de quatre ans, et prend le titre de directeur musical désigné avec effet immédiat. En octobre 2020, l'Orchestre symphonique de San Diego annonce une prolongation du contrat de Payare en tant que directeur musical jusqu'à la saison 2025-2026.
Payare dirige pour la première fois l'Orchestre symphonique de Montréal en 2018. Il revient comme chef invité de l'OSM en 2019. En janvier 2021, l'OSM annonce la nomination de Payare comme prochain directeur musical, à compter de la saison 2022-2023, avec un contrat initial de 5 saisons. Il détient le titre de directeur musical désigné pour la saison 2021-2022.
Payare et la violoncelliste américaine Alisa Weilerstein se sont mariés le 18 août 2013. Le couple a deux filles et réside à Montréal.